# Ansamblul Puțului I din Anina
Ansamblul Puțului I din Anina este un ansamblu de monumente istorice aflat pe teritoriul orașului Anina. Aici se află una dintre cele mai adânci mine de cărbune din centrul-estul Europei, cu o adâncime de 1200 metri.
Ansamblul este format din următoarele monumente:
- Puțul I (Casa Turnului de extracție cu aburi, Turnul cu molete, lămpărie, construcții și instalații de extracție și manevrare minereu, ateliere și servicii tehnice de exploatare și servicii sociale) (cod LMI CS-II-m-A-10962.01)
- Mașină de extracție cu aburi (Casa pentru mașina de extracție cu aburi, mașina de extracție cu aburi, cu imobile, dotări de circuit tehnic și pentru personal și utilaje anexe) (cod LMI CS-II-m-A-10962.02)

Pe întreg  ansamblul se pot observa anumite intervenții. O intervenție este cea de la turnul de extracție a ansamblului, acesta fiind supraînălțat și rotit cu 90 de grade față de poziția sa inițială.